# モンパンシエ
モンパンシエ （Montpensier）は、フランス、オーヴェルニュ＝ローヌ＝アルプ地域圏、ピュイ＝ド＝ドーム県のコミューン。

## 地理
モンパンシエはリオンの北30km、県都クレルモン＝フェランの北45km、ヴィシーとは高速道で22km離れている。
元の国道9号線である県道2009号線上にあるオーヴェルニュの村で、エグペルスの町の隣にある。美しい眺めの楽しめる石灰岩の小山の上には、モンパンシエ城がある。TERオーヴェルニュの路線であるサン・ジェルマン・デ・フォッセ-ニーム-クルブサック線がコミューンを通過する。最寄り駅はエグペルス駅である。

## 由来

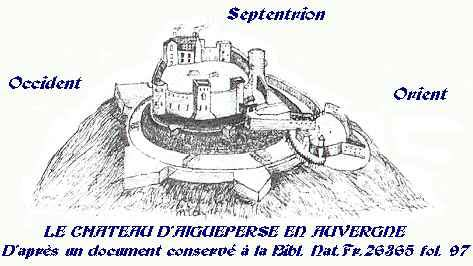
モンパンシエ城、フランス国立図書館所蔵の絵

モンパンシエとは、小山の名前Mons Pancherii（文字通りPanseの山）に由来する。小山の自然の形状から喚起されており、小山の周囲を取り囲むように村が成長した。

## 歴史
モンパンシエの小山は、オーヴェルニュ北部の戦略的要所で、重要な歴史的光景の目撃者となってきた。
紀元前52年、ユリウス・カエサルはゲルゴウィアの戦いのさなか、おそらくこの小山で軍の到着を目撃している。892年、ウード王はモンパンシエの山のふもとでノルマン軍を破った。1362年、ブリニェの戦いの後、1200人ものタール・ヴェニュ（fr、ジャン2世時代にリヨネーの街道を荒らした傭兵くずれの集団）がオーヴェルニュを荒らしまわった。同年、モンパンシエにおいて、エンリケ・デ・トラスタマラの指揮下にある400人のスペイン人とカスティーリャ人たちにより、彼らは粉砕された。
11世紀よりモンパンシエ領主が生まれ、1176年に家系はティエール家からボージュー家に移った。1226年11月、ルイ獅子王ことルイ8世は、アルビジョワ征伐の間に高熱でモンパンシエ城で没した。
1308年、ドルー家がモンパンシエ領主となった。1384年、領主権がベリー公ジャン・ド・フランスに売られ、伯爵領に格上げされた。
1434年、マリー・ド・ベリーを通じて、モンパンシエ伯領はブルボン家にもたらされた。ブルボン公シャルル3世はコネタブル・ド・ブルボン（Connétable de Bourbon）と呼ばれた人物で、フランソワ1世を裏切り神聖ローマ皇帝カール5世についた。したがってモンパンシエ伯領は1525年に没収され、1539年に彼の姉ルイーズ・ド・モンパンシエのみが継承者となり、後に公爵領に昇格した。
1566年、モンパンシエ公フランソワはルネ・ダンジューを妻とした。ルネ・ダンジューは、1662年にラファイエット夫人が書いた小説『モンパンシエ公爵夫人』のモデルである。1627年、モンパンシエ公領はオルレアン家のものとなった。フランス王子・オルレアン公ガストンの妃となっていたマリー・ド・ブルボン＝モンパンシエが亡くなったためである。

## 人口統計
| 1962年 | 1968年 | 1975年 | 1982年 | 1990年 | 1999年 | 2006年 | 2012年 |
| ------ | ------ | ------ | ------ | ------ | ------ | ------ | ------ |
| 231    | 235    | 231    | 255    | 327    | 315    | 355    | 424    |

source=1999年までLdh/EHESS/Cassini、2004年以降INSEE